# Список міністрів фінансів України
Список персон, які керували міністерствами фінансів України / УНР, Української держави, УРСР.

## Міністри фінансів УНР та Української держави
| № | Час повноважень                    | Портрет          | Ім'я                                |
|   | 15 червня 1917 — 21 серпня 1917    |                  | Барановський Христофор Антонович    |
|   | 21 серпня 1917 — листопад 1917     |                  | Туган-Барановський Михайло Іванович |
|   | листопад 1917 — січень 1918        |                  | Мазуренко Василь Петрович           |
|   | 30 січня 1918 — лютий 1918         |                  | Перепелиця Степан                   |
|   | лютий 1918 — квітень 1918          |                  | Климович Петро Титович              |
|   | травень 1918 — 14 грудня 1918      | Антон Ржепецький | Ржепецький Антон Карлович           |
|   | 26 грудня 1918 — січень 1919       |                  | Мазуренко Василь Петрович           |
|   | січень 1919 — 13 лютого 1919       |                  | Мартос Борис Миколайович            |
|   | 13 лютого 1919 — 9 квітня 1919     |                  | Кривецький Михайло                  |
|   | 9 квітня 1919 — 25 травня 1920     |                  | Мартос Борис Миколайович            |
|   | 28 травня 1920 — 21 листопада 1920 |                  | Барановський Христофор Антонович    |

## Наркоми та міністри фінансів УРСР, Уповноважені Наркомату фінансів РСФСР (СРСР) по УСРР
| № | Час повноважень                    | Портрет | Ім'я                             |
|   | березень 1918 — квітень 1918       |         | Косіор Станіслав Вікентійович    |
|   | 1918 — вересень 1918               |         | Вацетіс Йоаким Йоакимович        |
|   | 28 листопада 1918–1918             |         | Боголєпов Михайло Іванович       |
|   | 1918 — 1919                        |         | Земіт Фрідріх Андрійович         |
|   | 1919 — 1919                        |         | Новаковський Юда Соломонович     |
|   | 1919 — 1919                        |         | Литвиненко Микола Якович         |
|   | 1920 — 1922                        |         | Туманов Микола Гаврилович        |
|   | 1922 — 1923                        |         | Новицький Олександр Адольфович   |
|   | 1923 — 1925                        |         | Кузнєцов Степан Матвійович       |
|   | 1925 — 1931                        |         | Полоз Михайло Миколайович        |
|   | 1931 — 1932                        |         | Коваль Ксенофонт Федорович       |
|   | 1932 — 1937                        |         | Рекіс Олександр Олександрович    |
|   | 1937 — 1937                        |         | Василенко Марко Сергійович       |
|   | 1938 — 20 січня 1943               |         | Курач Микола Андрійович          |
|   | 1943 — 28 лютого 1944 (в.о.)       |         | Нечитайло Федір Сергійович       |
|   | 28 лютого 1944 — 12 липня 1951     |         | Сахновський Георгій Леонідович   |
|   | 27 листопада 1951 — 1 березня 1961 |         | Щетинін Микола Тимофійович       |
|   | 1 березня 1961 — 22 серпня 1979    |         | Барановський Анатолій Максимович |
|   | 22 серпня 1979 — 6 березня1987     |         | Козерук Василь Петрович          |
|   | 6 березня 1987–1990                |         | Забродін Іван Олександрович      |
|   | 1990 — 1990 (в.о.)                 |         | Зайчук Іван Олександрович        |
|   | 2 серпня 1990 — 24 серпня 1991     |         | Коваленко Олександр Миколайович  |

## Міністри фінансів України
| №    | Час повноважень                    | Портрет               | Ім'я                              |
| 1    | 24 серпня 1991 — 29 жовтня 1991    |                       | Коваленко Олександр Миколайович   |
| 2    | 29 жовтня 1991 — 6 липня 1994      |                       | П'ятаченко Григорій Олександрович |
| 3    | 6 липня 1994 — 18 червня 1996      |                       | Германчук Петро Кузьмич           |
| 4    | 18 червня 1996 — 25 лютого 1997    |                       | Короневський Валентин Максимович  |
|      | 25 лютого 1997 — 26 лютого 1997    |                       | —                                 |
| 5    | 26 лютого 1997 — 27 грудня 2001    |                       | Мітюков Ігор Олександрович        |
| 6    | 27 грудня 2001 — 26 листопада 2002 |                       | Юшко Ігор Олегович                |
| 7    | 26 листопада 2002 — 3 лютого 2005  |                       | Азаров Микола Янович              |
|      | 3 лютого 2005 — 4 лютого 2005      |                       | —                                 |
| 8    | 4 лютого 2005 — 4 серпня 2006      | Віктор Пинзеник       | Пинзеник Віктор Михайлович        |
| 9    | 4 серпня 2006 — 18 грудня 2007     |                       | Азаров Микола Янович              |
| 10   | 18 грудня 2007 — 17 лютого 2009    | Віктор Пинзеник       | Пинзеник Віктор Михайлович        |
|      | 17 лютого 2009 — 8 квітня 2009     |                       | —                                 |
| в.о. | 8 квітня 2009 — 11 березня 2010    | Ігор Уманський        | Уманський Ігор Іванович           |
| 11   | 11 березня 2010 — 18 січня 2012    |                       | Ярошенко Федір Олексійович        |
| 12   | 18 січня 2012 — 22 лютого 2012     | Валерій Хорошковський | Хорошковський Валерій Іванович    |
|      | 22 лютого 2012 — 28 лютого 2012    |                       | —                                 |
| 13   | 28 лютого 2012 — 27 лютого 2014    | Юрій Колобов          | Колобов Юрій Володимирович        |
| 14   | 27 лютого 2014 — 2 грудня 2014     | Олександр Шлапак      | Шлапак Олександр Віталійович      |
| 15   | 2 грудня 2014 — 14 квітня 2016     | Наталія Яресько       | Яресько Наталія Енн               |
| 16   | 14 квітня 2016 — 7 червня 2018     | Олександр Данилюк     | Данилюк Олександр Олександрович   |
| 17   | 8 червня 2018 — 4 березня 2020     | Оксана Маркарова      | Маркарова Оксана Сергіївна        |
| 18   | 4 березня 2020 — 30 березня 2020   | Ігор Уманський        | Уманський Ігор Іванович           |
| 19   | з 30 березня 2020                  | Сергій Марченко       | Марченко Сергій Михайлович        |